# Гаррі Поттер (серіал)
Гаррі Поттер (англ. Harry Potter) — майбутній американський фентезійний серіал, заснований на серії романів про Гаррі Поттера британської письменниці Дж. К. Роулінг. Прем'єра першого сезону на стримінговій платформі Max запланована на 2026 рік. Серіал матиме сім сезонів, які виходитимуть упродовж 10 років.

## Сюжет
Багато шанувальників серії фільмів про Гаррі Поттера були розчаровані тим, що у фільми не увійшли численні уривки з книг і що екранізація взагалі не дуже точно відповідає художньому світу романів Роулінг. Warner Bros. пообіцяли зробити серіал точною адаптацією і запросили Джоан Роулінг аби «не пропустити жодної деталі та забезпечити безпомилкове відтворення всіх сюжетних ліній».
Головний герой серіалу — хлопець-сирота Гаррі Поттер. У віці одинадцяти років Рубеус Геґрід повідомляє йому, що Гаррі насправді є чарівником, а його батьків вбив темний чарівник Лорд Волдеморт. Тоді ж Волдеморт намагався вбити однорічного Гаррі, але йому це не вдалося, через що хлопчик став надзвичайно відомим у світі чарівників. Гаррі розпочинає навчання у Гоґвортсі — школі чаклунства та магії.
Відомо, що кожна книга серії романів буде перетворена на окремий сезон.

## Акторський склад

### Головні герої
- Домінік Маклафлін — Гаррі Поттер
- Арабелла Стентон — Герміона Ґрейнджер
- Аластер Стаут — Рональд Візлі
- Джон Літгоу — Албус Дамблдор
- Джанет Мактір — Мінерва Макґонеґел
- Паапа Ессієду — Северус Снейп
- Нік Фрост — Рубеус Геґрід
- Локс Пратт — Драко Мелфой
- Рорі Вілмот(інші мови) — Невіл Лонґботом
- Грейсі Кокрейн — Джіні Візлі

### Періодичні герої

#### Учні Гоґвортсу
- Тристан Гарланд — Фред Візлі
- Габріель Гарланд — Джордж Візлі
- Руарі Спунер — Персі Візлі
- Лео Ерлі(інші мови) — Шеймус Фінніган
- Алессія Леоні(інші мови) — Парваті Патіл
- Сієнна Муса(інші мови) — Лаванда Браун

#### Персонал Гоґвортсу
- Люк Таллон(інші мови) — Квірінус Квірел
- Пол Вайтгаус — Арґус Філч
- Луїза Брілі — Роланда Гуч

#### Спільнота чарівників
- Джонні Флінн — Луціус Мелфой
- Кетрін Паркінсон — Молі Візлі
- Берті Карвел(інші мови) — Корнеліус Фадж
- Ентон Лессер — Гаррік Олівандер

#### Магли
- Бел Паулі — Петунія Дурслі
- Денієль Рігбі(інші мови) — Вернон Дурслі
- Амос Кітсон — Дадлі Дурслі
- Міккі Маканалті — Пірс Полкісс

## Виробництво
Про початок роботи над телесеріалом у всесвіті Гаррі Поттера стало відомо в 2021 році. У грудні 2022 року генеральний директор Warner Bros. TV Ченнінг Дангі підтвердив намір студії розширювати франшизу. 12 квітня 2023 року Warner Bros. анонсувала серіал під час презентації Warner Bros. Discover для преси та інвесторів. Тоді ж стало відомо, що серіал складатиметься із семи сезонів і виходитиме протягом десяти років. 12 квітня 2023 року сервіс Max показав перший тизер серіалу.
Виконавчими продюсерами проєкту стали Джоан Роулінг, Ніл Блер (продюсер фільмів серії «Фантастичні звірі») та Рут Кенлі-Леттс.
Прем'єра першого сезону запланована на 2026 рік.

### Кастинг акторів
Warner Bros Discovery у своєму пресрелізі повідомили, що у серіалі буде новий акторський склад.
Джон Літгоу зіграє Албуса Дамблдора. Це перша роль проєкту, на яку затвердили актора.
У квітні 2025 року стали відомі ще деякі затверджені актори:
- Джанет Мактір виконає роль Мінерви Макґонеґел;
- темношкірий актор Паапа Есьєду зіграє Северуса Снейпа;
- Нік Фрост зіграє Рубеус Геґріда;
- Люк Таллон виконає роль Квірінуса Квірела;
- Пол Вайтгаус зіграє Арґуса Філча.

27 травня 2025 року стало відомо, що головну трійцю зіграють:
- Домінік Маклафлін у ролі Гаррі Поттера;
- Арабелла Стентон у ролі Герміони Ґрейнджер
- Аластер Стаут у ролі Рона Візлі.